# Westbrook (Connecticut)
Westbrook es un pueblo ubicado en el condado de Middlesex en el estado estadounidense de Connecticut. En el año 2005 tenía una población de 6,599 habitantes y una densidad poblacional de 162 personas por km².

## Geografía
Westbrook se encuentra ubicada en las coordenadas 41°17′45″N 72°27′51″O / 41.29583, -72.46417.

## Demografía
Según la Oficina del Censo en 2000 los ingresos medios por hogar en la localidad eran de $57,531 y los ingresos medios por familia eran $71,344. Los hombres tenían unos ingresos medios de $46,889 frente a los $32,227 para las mujeres. La renta per cápita para la localidad era de $28,680. Alrededor del 5.2% de la población estaban por debajo del umbral de pobreza.